# Alexander Peroutka
Alexander Peroutka (ur. 24 listopada 1905, zm. 12 stycznia 1948 w Landsberg am Lech) – zbrodniarz hitlerowski, członek załogi obozu koncentracyjnego Mauthausen-Gusen i SS-Unterscharführer.
Członek załogi Gusen II, podobozu Mauthausen, od sierpnia 1944 do kwietnia 1945. Początkowo, do grudnia 1944, pełnił służbę jako strażnik i kierownik komand więźniarskich. Następnie został kierownikiem komanda pracującego w fabryce Messerschmitta znajdującej się w St. Georgen. Komando to liczyło ok. 1000 więźniów. Nieustannie katował podległych mu więźniów, niektórych w ten sposób zamordował lub trwale okaleczył. Peroutka uczestniczył również w egzekucjach przez rozstrzelanie i powieszenie.
Skazany w procesie US vs. Hans Böhn na karę śmierci przez powieszenie przez amerykański Trybunał Wojskowy w Dachau. Stracony w więzieniu Landsberg w styczniu 1948.